# Schaanwald
Schaanwald – wieś w północnym Liechtensteinie, wchodząca w skład gminy Mauren, w regionie Unterland.

## Położenie
Schaanwald położony jest przy granicy z Austrią. Wieś nie ma znaczenia administracyjnego i nie stanowi odrębnej jednostki a jest integralną częścią Mauren. Shaanwald jest położony u podnóży góry Maurerberg. Osadę od zabudowań Mauren oddziela dawniej zabagnione obniżenie nazywane Maurer Riet, przez które przepływa, obecnie skanalizowany strumień Esche. Wieś przylega do dzielnicy Tisis austriackiego miasta Feldkirch.

## Transport
Przez wioskę przechodzi droga krajowa nr 16 – główna arteria Liechtensteinu, która kończy się na granicy austriacko-liechtensteińskiej. Znajdowało się tutaj główne przejście graniczne zlikwidowane po przystąpieniu Liechtensteinu do strefy Schengen w 2011 roku. Obecnie funkcjonuje tutaj tylko kontrola celna, którą zapewnia szwajcarska straż graniczna. Przez Schaanwald przejeżdża dziennie około 15 000 pojazdów. Ponadto przez Schaanwald przebiega jedyna linia kolejowa w Liechtensteinie, łącząca Buchs i Feldkirch. Dawniej we wsi funkcjonowała także stacja kolejowa, obecnie zlikwidowana.

## Gospodarka
Od 1970 roku w Schaanwaldzie funkcjonuje strefa przemysłowa, w której prężnie rozwijają się zakłady przemysłu przetwórczego. W miejscowości funkcjonuje także zakład Kaiser AG –liechtensteińskiego producenta ciągników samochodowych.

## Kultura i oświata
W gminie znajduje się szkoła podstawowa i przedszkole. W latach 1936–1939 wybudowano kaplicę św. Teresy (St. Therese), która podlega pod parafię Mauren.

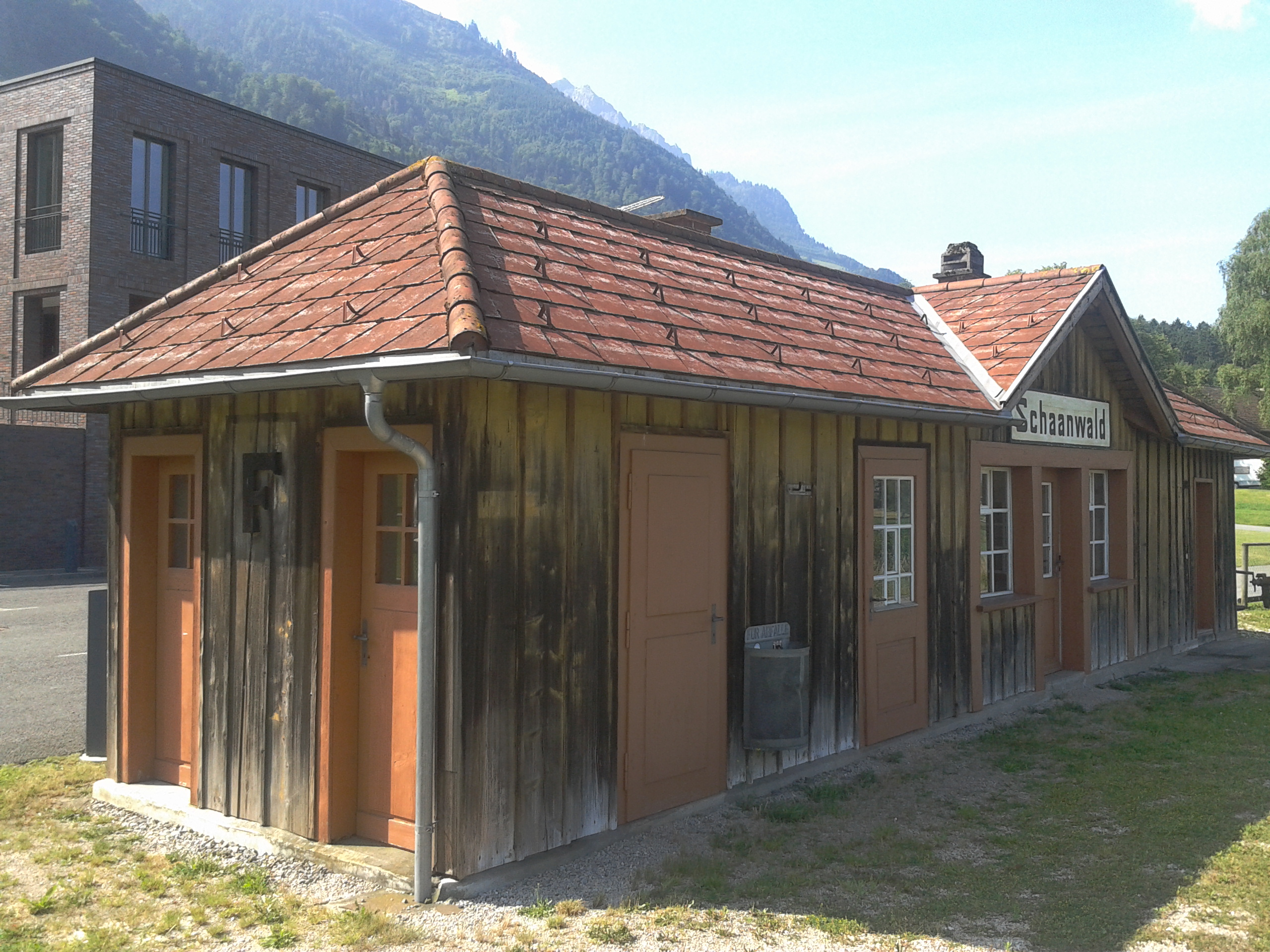
Stara stacja kolejowa w Schaanwaldzie
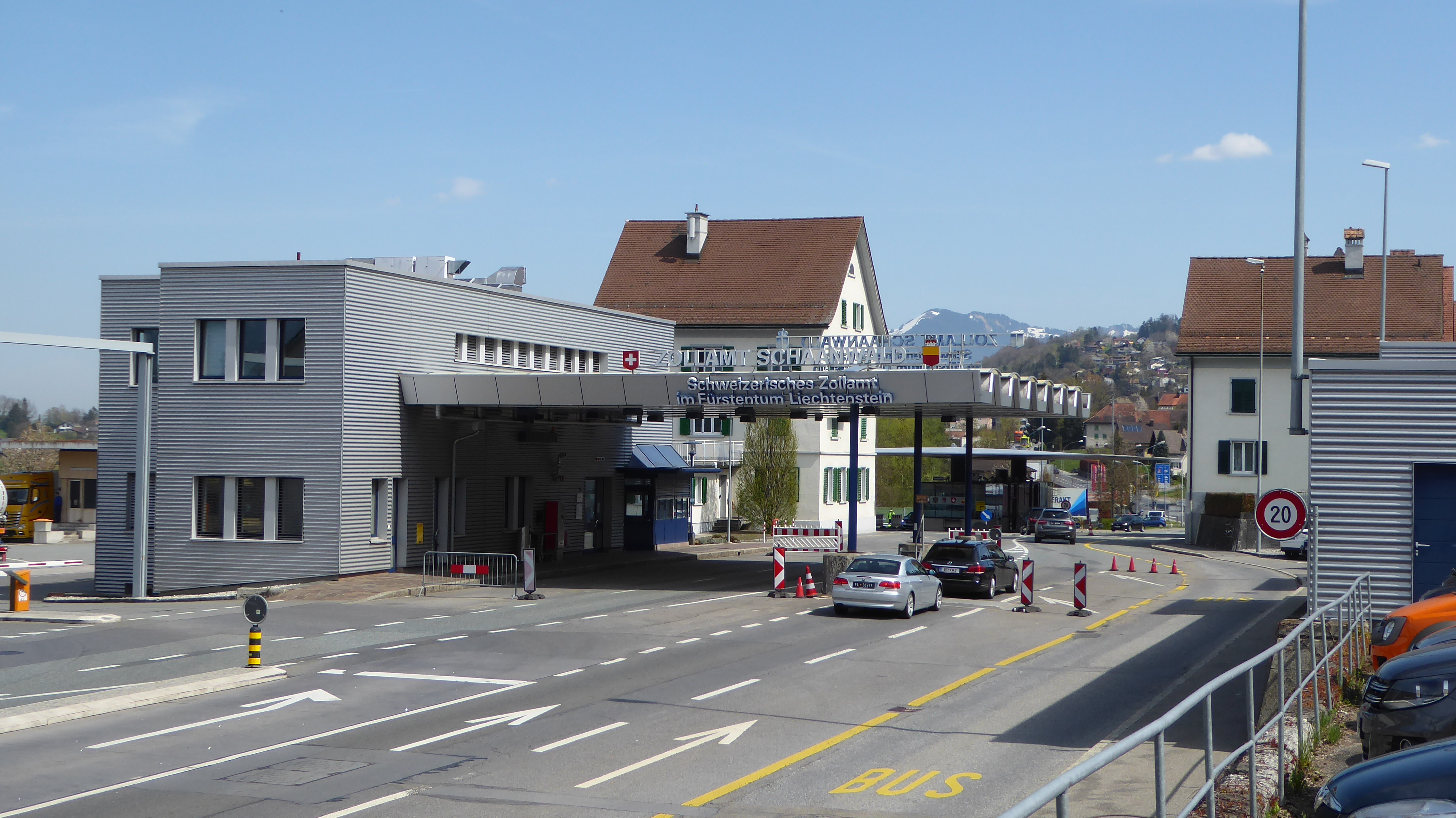
Przejście graniczne Schaanwald-Tisis
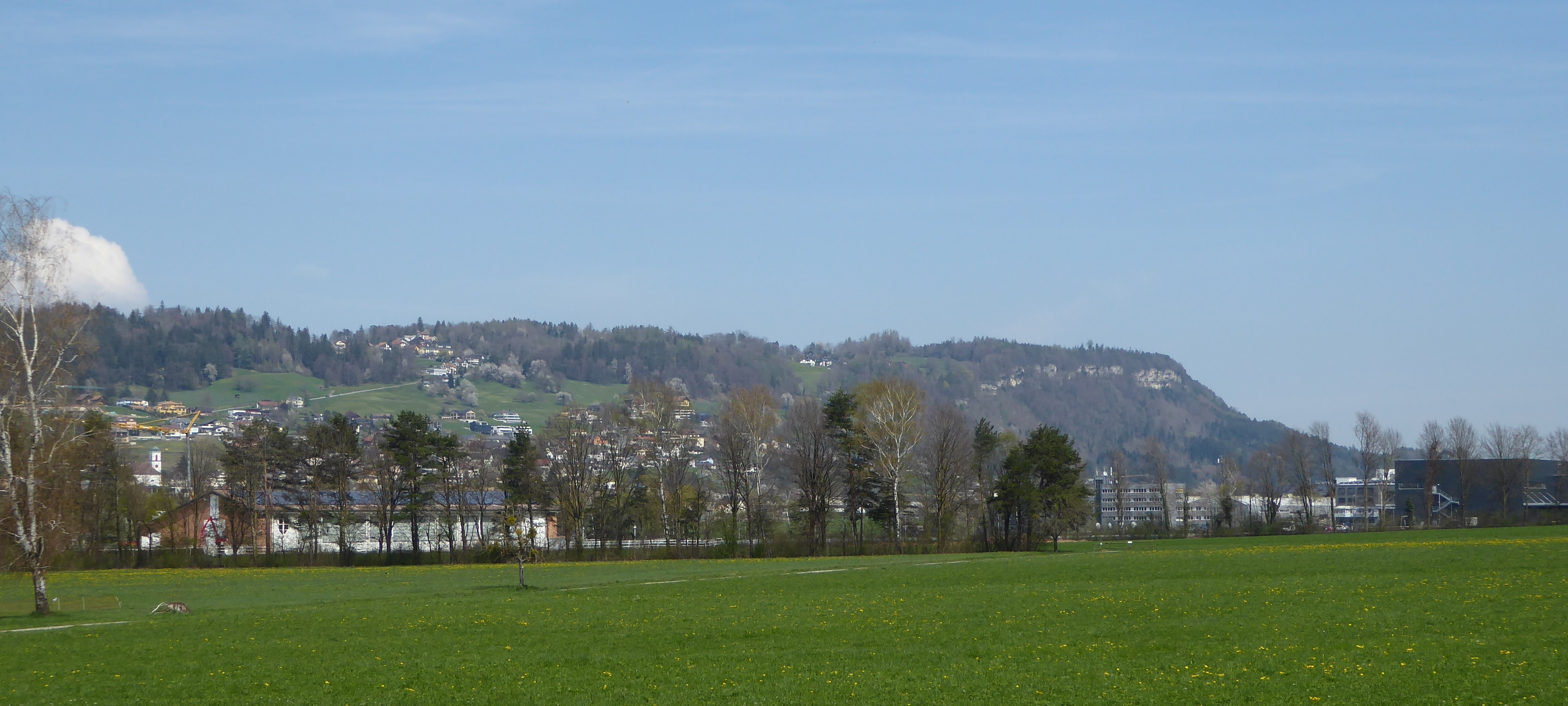
Widok na wzgórze Eschnerberg
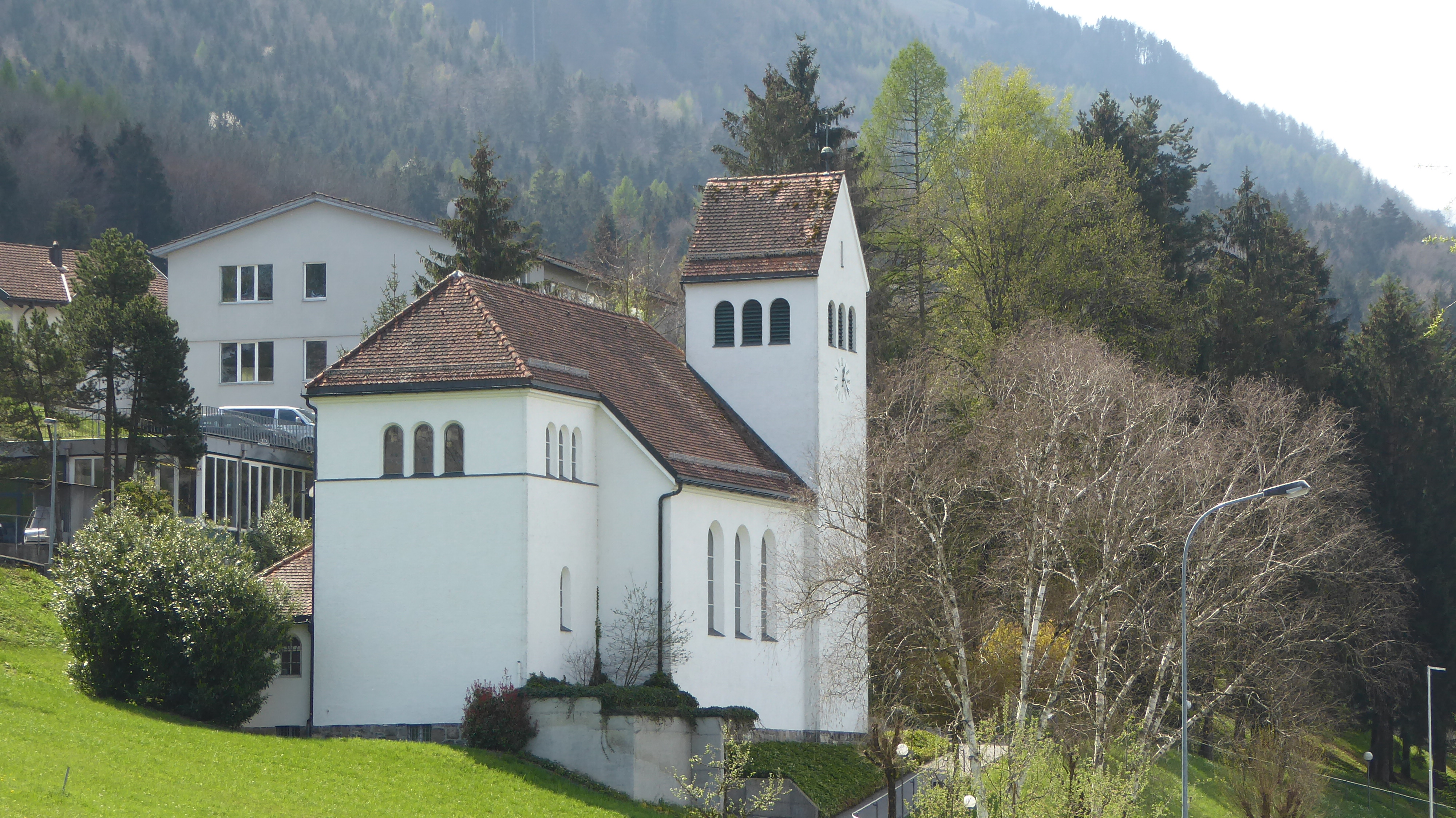
Kaplica Św. Teresy (St. Therese)